# 黄正五
黄正五（1958年4月1日—）是一名韩国男子柔道运动员。他在1984年洛杉矶夏季奥林匹克运动会中，参加了男子柔道比赛并获得65公斤级银牌。